# 塚田浩
塚田 浩（つかだ ひろし、1924年2月10日 - 2005年10月16日）は、日本の経営者。山陽特殊製鋼社長、会長を務めた。

## 経歴
埼玉県出身。1949年に京都大学法学部法学科を卒業し、同年に日本製鉄に入社。1979年6月に取締役に就任し、1983年6月に常務、1985年6月に専務、1987年6月に副社長を経て、1989年6月に山陽特殊製鋼社長に就任。1994年6月に会長に就任し、1997年6月に相談役を経て、1998年6月には相談役に就任。
1991年4月に藍綬褒章を受章し、1997年4月に勲二等旭日重光章を受章。
2005年10月16日肺炎のために死去。81歳没。